# Junko Kawada
Pour les articles homonymes, voir Kawada.
Junko Kawada (河田純子, Kawada Junko, née le 22 novembre 1974 à Akita, Japon) est une ex-chanteuse-idole japonaise active en solo entre 1989 et 1991, également membre des groupes féminins Rakutenshi et Nanatsuboshi en 1990. Elle fait un bref retour en 2005 sous le pseudonyme Jurika en tant que membre du duo LENPHa, avec lequel elle sort un single.

## Discographie

### Singles
LENPHa

## Liens
- (ja) Site officiel
- (ja) Blog officiel
- (ja) Fiche LENPHa sur le site Columbia
- (ja) Site de fan kawadajunko.net